# Dublin Institute of Technology
Das Dublin Institute of Technology (kurz: DIT, irisch Institiúid Teicneolaíochta Bhaile Atha Cliath) war eine staatliche technische Hochschule in Dublin und eine der größten Hochschuleinrichtungen in Irland. Sie wurde als eine der 100 besten Universitäten weltweit eingestuft, die jünger als 50 Jahre sind. Sie existierte in ihrer Form seit 1992, wobei die Geschichte des Instituts auf die Gründung der ersten technischen Bildungseinrichtung in Irland im Jahr 1887 zurückging. Das Institut genoss besonderes Ansehen im Bereich der Bachelor- und Masterstudiengänge in den Fachrichtungen Bautechnik, Ingenieurwissenschaften, Naturwissenschaften, Marketing, Hotelmanagement, Musikwissenschaft, Optometrie, Pharmazie, Digitale Medien und Journalismus. Zu seinen Alumni gehören viele der renommiertesten Schriftsteller, Künstler und Politiker Irlands.
Im Januar 2019 wurde das DIT aufgelöst und mit zwei anderen Institutionen Teil der neuen Technologischen Universität Dublin.

## Geschichte

### Gründung
Die Geschichte nahm 1887 mit der Gründung der ersten seiner Vorgängerinstitutionen unter der Leitung des irischen Dichters Arnold Felix Graves ihren Anfang. Ab 1978 existierte das Institut als Zusammenschluss verschiedener Einrichtungen. Diese waren im Einzelnen (mit dem Jahr der Erstgründung):
- College of Technology, Bolton Street (1911)
- College of Catering, Cathal Brugha Street (1941)
- College of Music, Chatham Row (1890)
- College of Technology, Kevin Street (1887)
- College of Marketing and Design, Mountjoy Square (1905)
- College of Commerce, Rathmines (1901)

Im Jahr 1992 wurde das Institut als eigenständige Institution durch ein Gesetz des irischen Parlaments, den sogenannten Dublin Institute of Technology Act, gegründet.

### Entwicklung
Im Jahr 1992 diente Michael O’Donnell als Übergangspräsident. Ein Jahr später trat Brendan Goldsmith seine Nachfolge als Präsident an. Die Vorgängerinstitutionen galten als Kompetenzzentren auf ihren jeweiligen Spezialgebieten und mit der Gründung des Dublin Institute of Technology bildeten ihre Fachspezialisierungen den Kern der folgenden Fachbereiche mit verschiedenen Standorten in der Stadt:
- Faculty of Applied Arts
- Faculty of the Built Environment
- Faculty of Business
- Faculty of Engineering
- Faculty of Science
- Faculty of Tourism and Food

Alle Fachbereiche ziehen derzeit zum Grangegorman-Campus in der Dubliner Innenstadt um, wo bereits einige Studiengänge der bildenden Künste und Sozialwissenschaften angesiedelt sind. Für die Erschließung des neuen Campus ist die Grangegorman Development Agency zuständig.
Die Universität Dublin traf 1975 ein Übereinkommen, durch das sie akademische Grade an den später im Dublin Institute of Technology zusammengeführten Instituten verlieh. Damit konnten diese Absolventen im Wahlkreis der Universität Dublin Senatsmitglieder in das irische Oberhaus wählen. Absolventen des DIT genossen dieses Stimmrecht, bis das Institut 1998 Befugnisse zur Verleihung ihrer eigenen akademischen Grade erhielt. Das DIT ernennt seit 2003 Professoren.
Obwohl ein Antrag zur Erhebung in den Rang einer Universität 1996 abgelehnt wurde, vertrat das Expertenteam die Meinung, dass das Institut sich bereits auf dem Weg zur Einstufung als Universität befände. Die Tätigkeitsfelder und unterschiedlichen Befugnisse sind jetzt denen einer Universität ähnlich. Deshalb gelten seine Abschlüsse in Irland und im Ausland oft als denen einer Universität gleichrangig. Das Institut befindet sich jetzt in einem offiziellen Verfahren, an dessen Ende eine Umbenennung zur technological university wartet.
Die derzeitige Institutsstruktur aus Colleges und einer Graduate School besteht seit 2012. Das DIT hat einen Hochschulrat, bestehend aus ranghohen Vertretern der Öffentlichkeit, wie den ehemaligen Oberbürgermeistern von Dublin (Lord Mayor of Dublin) Maurice Ahern und Mary Freehill, der Industrie, des Lehrkörpers und der Gruppe der Studierenden und nicht-wissenschaftlichen Mitarbeiter. Derzeitiger Ratsvorsitzender ist Professor Tom Collins.

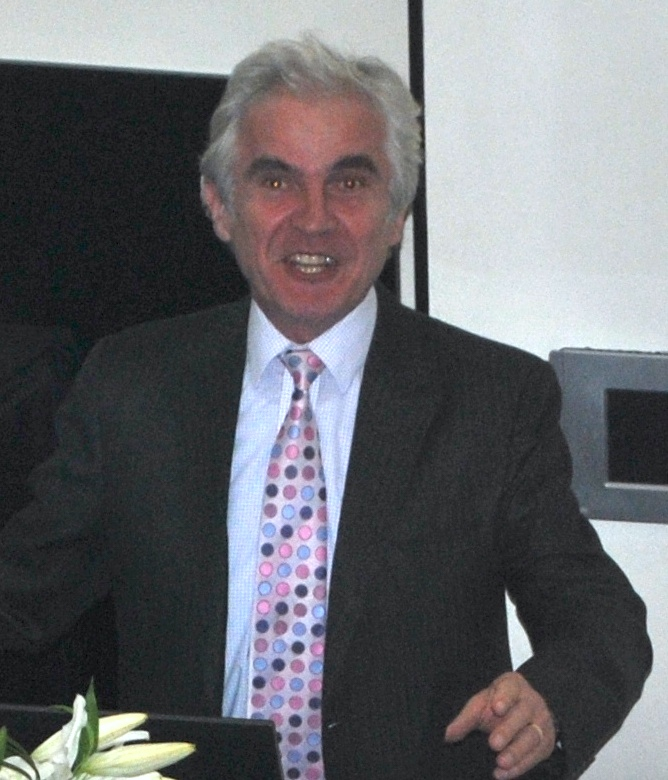
Professor Tom Collins, Vorsitzender des Hochschulrats des DIT

## Organisation und Profil

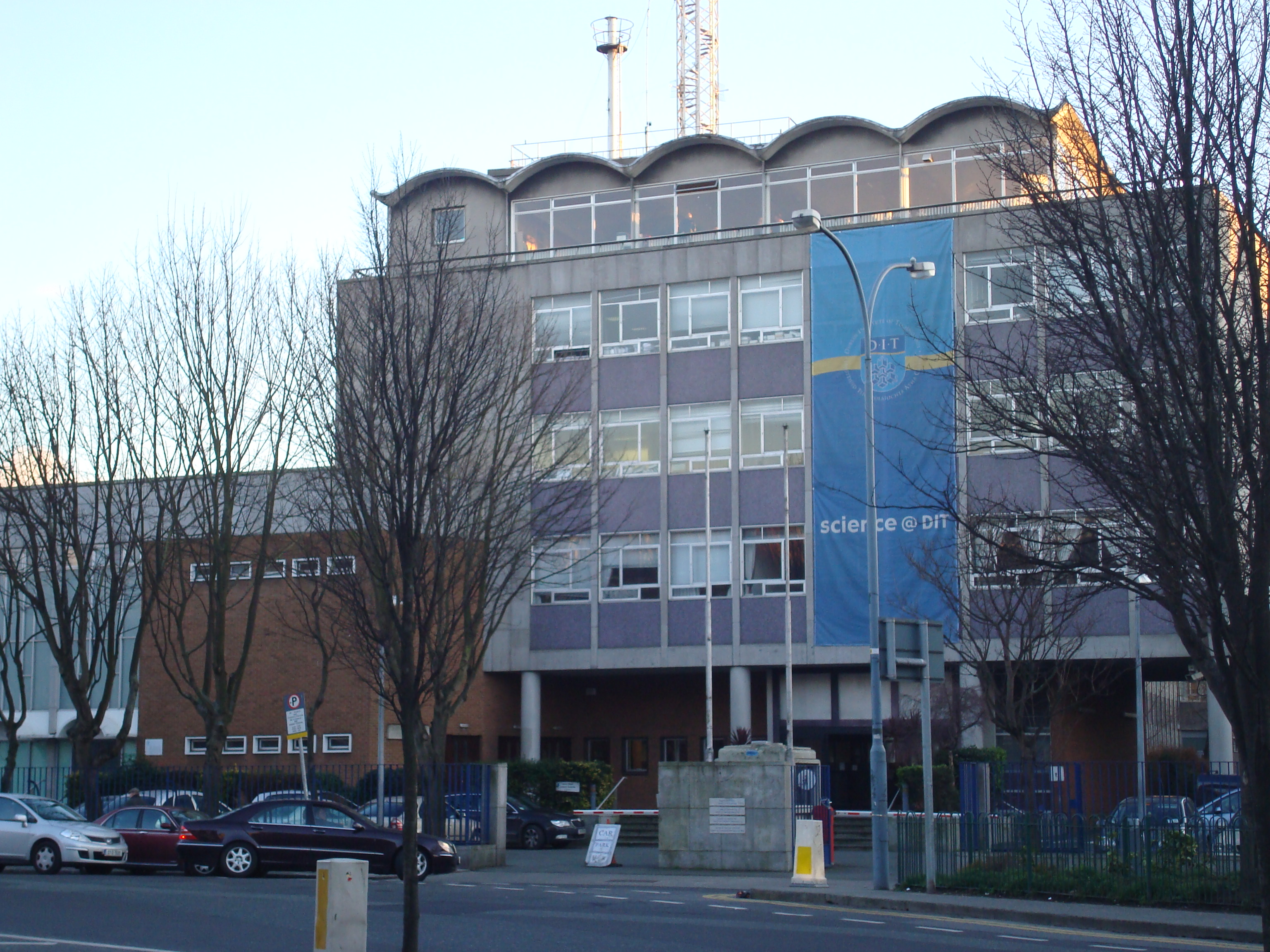
Gebäude des DIT in der Kevin Street, das derzeit viele Studiengänge der Gesundheitswissenschaften, die School of Electrical and Electronic engineering und die DIT School of Computing beherbergt.

### Lehre
Neben einem Graduiertenkolleg besteht das DIT aus vier Colleges, die folgende Schwerpunkte umfassen (mit den hochschuleigenen Bezeichnungen in Klammern).
- Ingenieurwesen und die bebaute Umwelt (College of Engineering and Built Environment)
- Betriebswirtschaftslehre (College of Business)
- Natur- und Gesundheitswissenschaften (College of Science and Health)
- Geisteswissenschaften und Tourismus (College of Arts and Tourism)

Es gibt 27 Fachbereiche, 4 große Forschungsinstitute, zahlreiche Forschungszentren und -gruppen und verschiedene kommerzielle und Technologietransferabteilungen.
Derzeit sind insgesamt rund 22.000 Studierende sowohl im Bachelorstudium als auch im Master- bzw. Promotionsstudium eingeschrieben.
Das Institut verleiht selbst Bachelor-, Master- und Doktorgrade. Da besagte akademische Grade allen Anforderungen des irischen nationalen Qualifikationsrahmens entsprechen, sind sie im Ausland uneingeschränkt anerkannt.
Das DIT kooperiert bei der Verleihung von akademischen Graden mit anderen Hochschuleinrichtungen. Studiengänge, die von diesen Kooperationen profitieren, sind denen der Digital Skills Academy, die im Rahmen der von der Regierung Irlands vorangetriebenen Initiative zur Minderung der Arbeitslosenquote angeboten werden, und der B.A.-Studiengang des Brighton Institute of Modern Music. Studierende in diesen Studiengängen sind am DIT eingeschrieben.

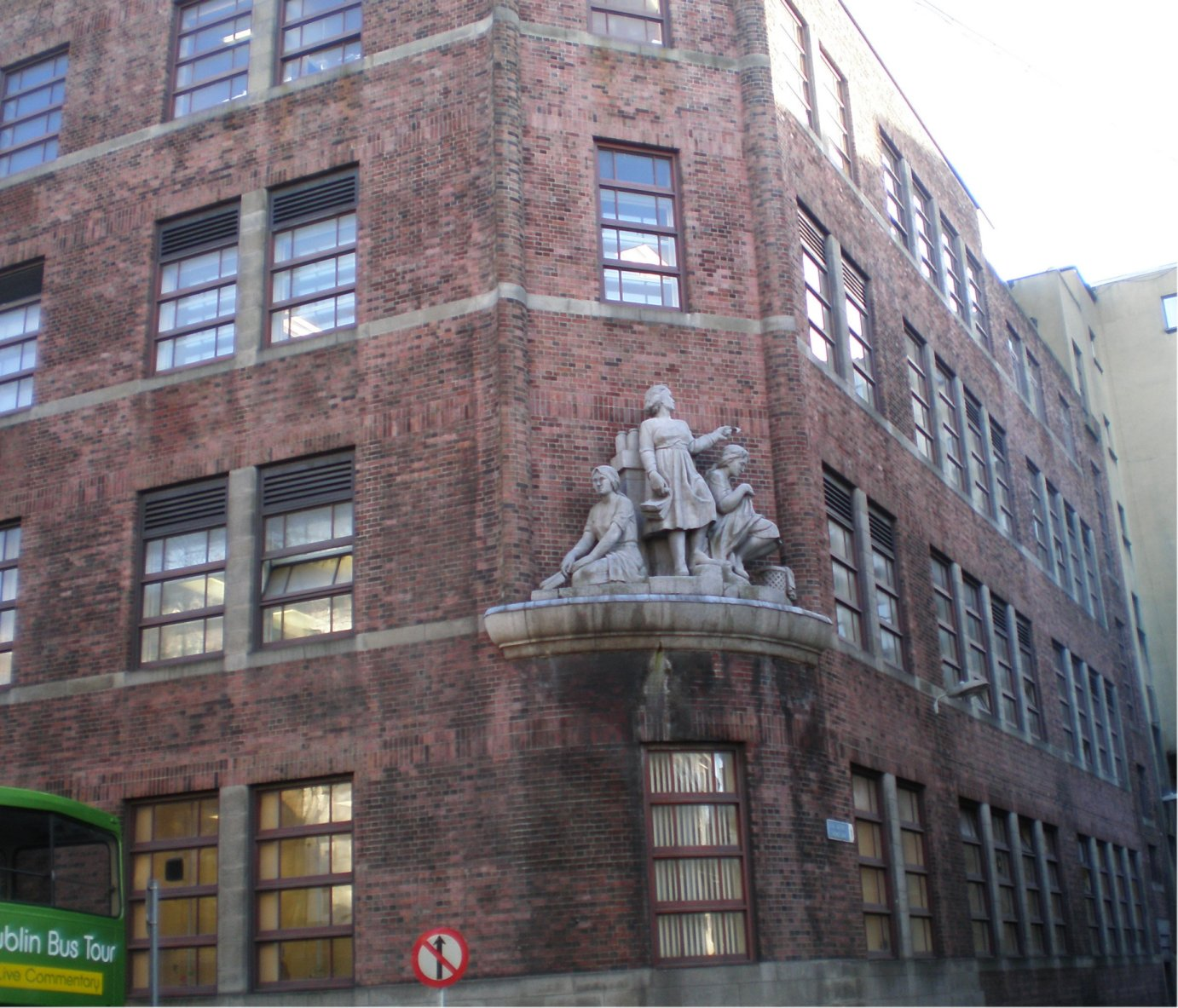
Gebäude des DIT in der Cathal Brugha Street, wo derzeit die Hotelmanagement- und Gastronomiestudiengänge angesiedelt sind. Im Bild zu sehen ist die Skulptur „The Three Graces“ der berühmten irischen Künstlerin Gabriel Hayes.

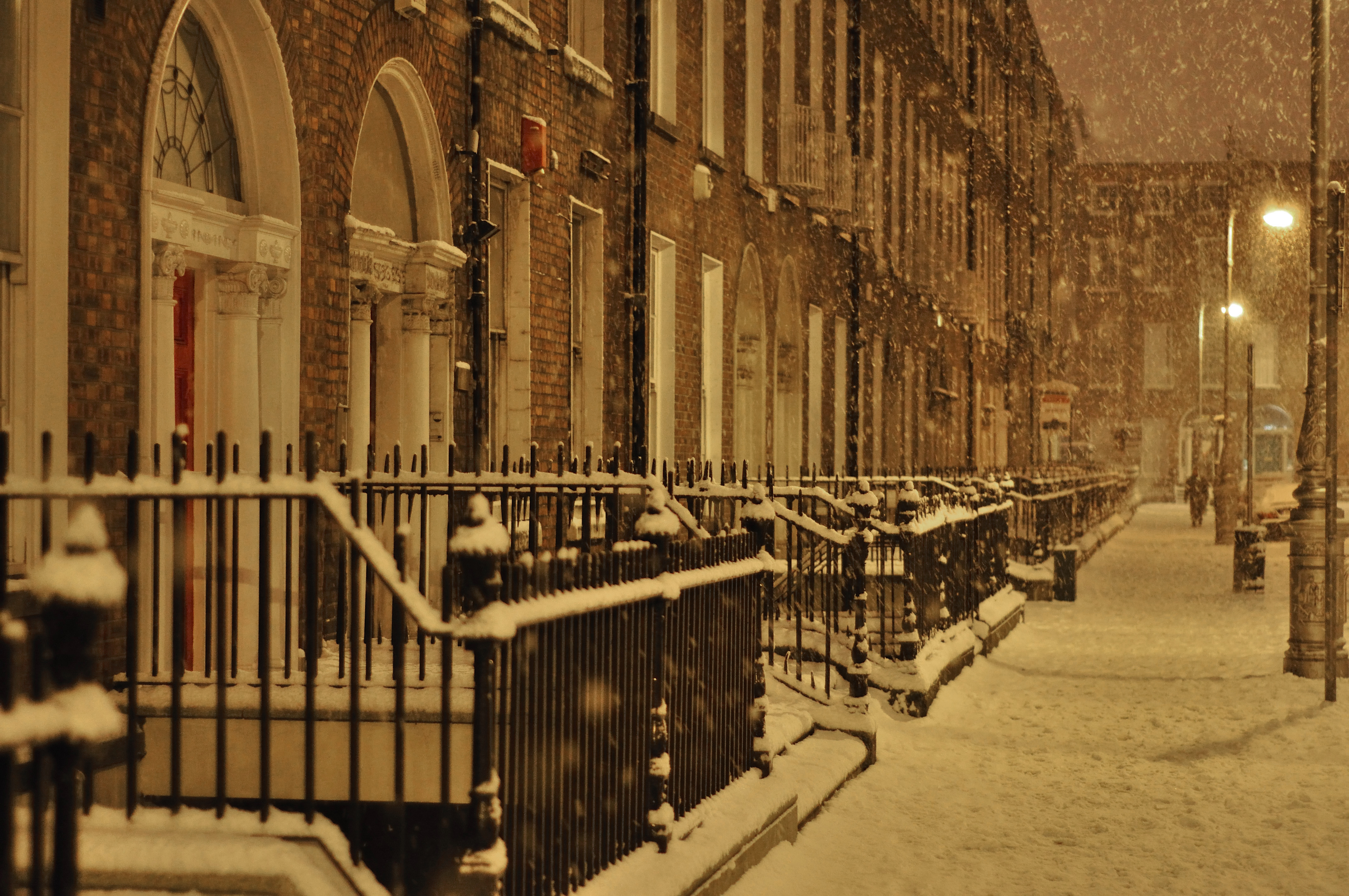
Schöner Blick bei Schneefall 2010 auf das Gebäude des DIT am Mountjoy Square, das Studiengänge der bildenden Künste beherbergt.

### Forschung
Zu den Forschungseinrichtungen des Instituts gehören das Focas Research Institute, das über eine umfangreiche Ausstattung in den Bereichen Spektroskopie, Mikroskopie und Holografie verfügt, und „CREST“, ein internationales Zentrum für die Entwicklung von Anstrichmitteln und Oberflächenbeschichtung, das von der staatlichen Behörde für Unternehmensförderung Enterprise Ireland gefördert wird. Das irische Telekommunikationsforschungszentrum, bei dem mehrere Hochschuleinrichtungen und Unternehmen beteiligt sind, betreibt am DIT Antennenforschung. In letzter Zeit werden von der Science Foundation Ireland geförderte Forschungseinrichtungen in den Bereichen Wasserwissenschaft, Luftqualität, Lebensmittelkonservierung und Umweltgesundheit zusammen mit dem Dublin Energy Lab in ein großes Gebäude am neuen Grangegorman-Campus in der Innenstadt verlegt. Außerdem befindet sich dort ein für Ausgründungen konzipiertes Gründerzentrum namens „Hothouse“. Hothouse hat Firmen wie Smart Wall Paint und Moletest hervorgebracht.

### Soziales Engagement
Mit seiner Lage in der hat das DIT starke und vielfältige Beziehungen zu den umliegenden Schulen und der Bevölkerung entwickelt. Im Rahmen seines Access and Civic Engagement Service wird eine Vielzahl von Programmen angeboten, die es Schülern mit Migrationshintergrund und solchen aus sozial benachteiligten Schichten ermöglicht, am DIT zu studieren. Darunter sind viele erfolgreiche Zugangswege für Jugendliche in Sekundarschulen, wo für gewöhnlich kaum jemand mit der tertiären Bildung weitermacht. Außerdem unterstützt zum Beispiel das Programm „Pathways through Education“ Schüler beim Übergang in die Sekundarschule.

### Internationale Kooperationen
Es bestehen gemeinsame Forschungs- und umfassende Studierendenaustauschprogramme mit führenden Universitäten in Indien, China, Brasilien, Australien, den USA und ganz Europa. Das DIT leitet das Mozambique Eyecare Project, in dessen Rahmen an der Universidade Lurio in Nampula der erste Bachelorstudiengang in Optometrie in ganz Mosambik entwickelt worden ist. Andere Partnerinstitutionen sind die University of Ulster und das Brien Holden Vision Institute. Neben Partnerschaften im Bereich Design und Medien mit dem Columbia College Chicago gibt es in vielen Fächern auch Kooperationen mit der Purdue University, zu denen ein gemeinsamer Master gehört. Es gibt Austauschvereinbarungen sowohl auf studentischer als auch auf Dozentenebene mit der Grenoble École de Management. Das DIT akkreditiert Studiengänge am Middle East College in Oman.

### Sport
Das DIT bietet mehr als 40 verschiedene Sportarten für Studierende an. Das Angebot reicht von Leichtathletik über Fußball bis zum Sportschießen.
Im Jahr 2013 gewann das Institut den Sigerson Cup, die Elitemeisterschaft der irischen Hochschulen im Gaelic Football. Die DIT-Hurling-Mannschaft gewann 2007 den Kehoe Cup und 2013 den Walsh Cup.
Derzeit werden Sportanlagen in Grangegorman und Broom Bridge entwickelt. Letztere liegt nahe dem Bahnhaltepunkt Broombridge und der Kanalbrücke, wo Sir William Rowan Hamilton die Grundformel für Quaternionen entdeckte.

### Ranking
Das Institut wurde 2010, 2017 und 2018 von der Zeitung Sunday Times zum besten Institut für Technologie gekürt.  Zudem belegte es den 94. Platz im Times-Higher-Education-Ranking der 100 besten Universitäten unter 50 Jahre. Es belegte 2014 den 193. Platz im UI-Greenmetric-Ranking aller Universitäten der Welt. In den QS-World-University-Rankings 2014 liegt das DIT in der Klasse 551-600 und im Ingenieurwesen-Ranking auf Platz 307.

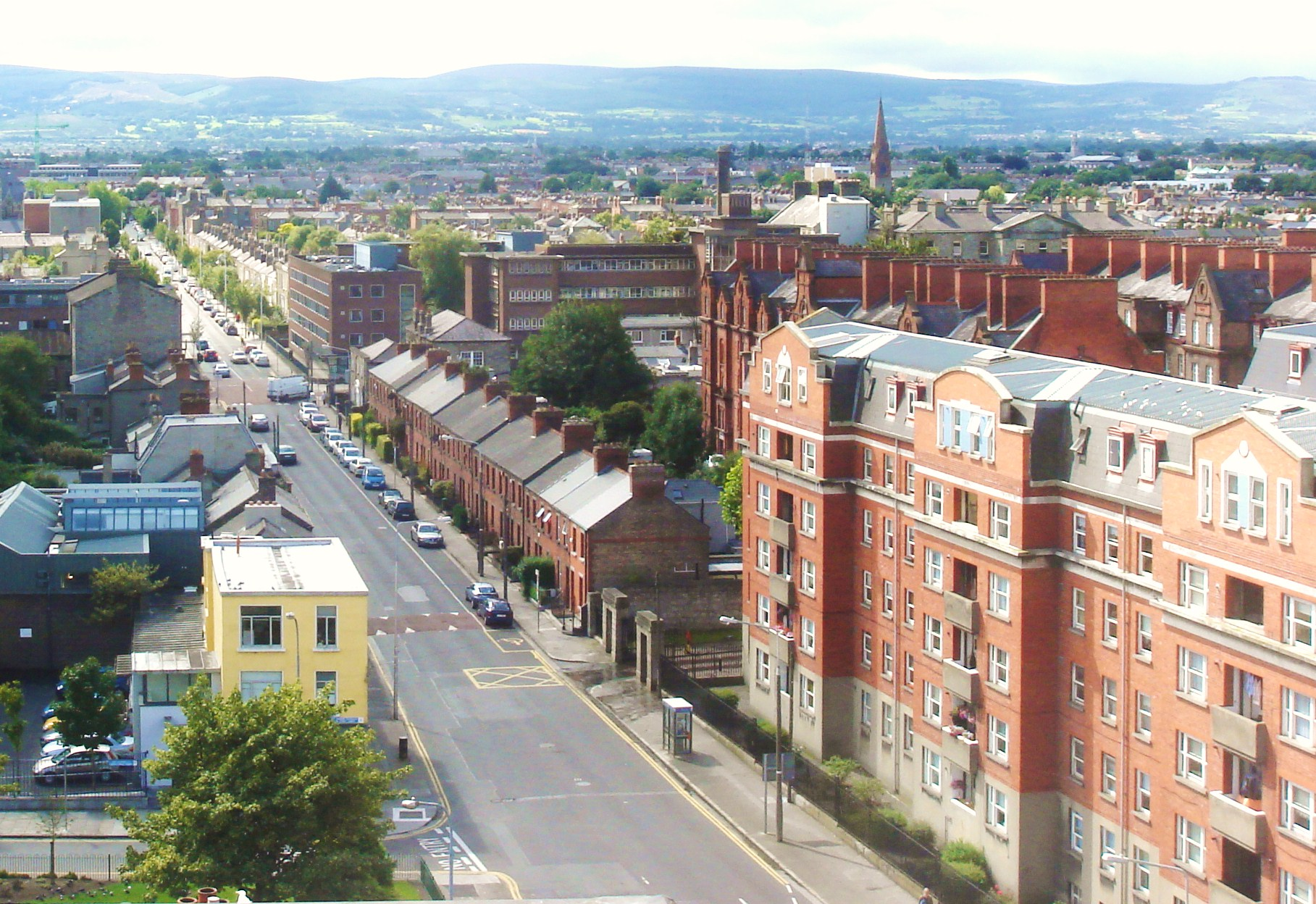
Das gelbe Gebäude ist eine öffentliche Klinik des NOC

### National Optometry Centre
Das National Optometry Centre (NOC) ist eine hochmoderne Einrichtung und die einzige ihrer Art in Irland. Ziel ist die klinische Ausbildung für Optometriestudierende. Das Zentrum entwickelt Fachkliniken in Bereichen wie Kindermedizin, Sehschwäche und Kontaktlinsen. Außerdem bietet es Augenuntersuchungen, Brillen und Kontaktlinsen für die Öffentlichkeit an. Für DIT-Studierende sind die Augenuntersuchungen kostenlos.

## Persönlichkeiten

### Aktuell
Zum Lehrkörper gehören derzeit folgende bekannte Persönlichkeiten:
- David Brophy, Dirigent
- Gráinne Mulvey, Komponistin
- Bernie Sherlock, Dirigentin
- Jane O’Leary, Pianistin und Komponistin
- John Feeley, Gitarrist
- Kieran Hanrahan, Irish-Folk-Musiker
- Mike Nielsen (* 1961), Jazzgitarrist und Komponist
- Ciarán Cuffe (* 1963), Stadtplaner
- Máirtín Mac Con Iomaire, Koch

### Früher
Frühere Mitarbeiter waren unter anderem:
- Pat Kenny (* 1948), Hörfunk- und Fernsehmoderator
- Joan Burton (* 1949), Teachta Dála und Sozialministerin
- Frank Harte, Sänger und Architekt
- Hugh McFadden, Dichter
- Seán Dublin Bay Rockall Loftus (1927–2010), Politiker
- Brid Grant (Dekanin der School of Fine Arts an der University of Connecticut)
- Desmond Fennell, Schriftsteller und Kulturphilosoph
- Lelia Doolan, TV- und Filmproduzentin
- Peter Sutherland (1946–2018), Rechtsanwalt und Politiker
- John T. Lewis, Mathematiker und Physiker
- Bernadette Greevy, Mezzosopranistin